# Akash-NG
Akash - Nova generacija (IAST : Ākāśa "Nebo") skraćeno kao Akash-NG je mobilni obrambeni sustav zemlja-zrak raketa srednjeg dometa koji je razvila Organizacija za obrambena istraživanja i razvoj (DRDO), a proizveli Bharat Dynamics Limited i Bharat Electronics. Tvrtka iz privatnog sektora Electropneumatics and Hydraulics India uključena je u program Development cum Production Partner.
Ovaj je projektil nasljednik serije projektila Akash i Akash-1S s poboljšanjima kao što su raketni motor s dvostrukim impulsom, kanisterizirani lanser i AESA višenamjenski radar za ciljanje kako bi se povećala vjerojatnost ubijanja s manjim kopnenim operacijama i logističkim otiskom.
Projektil koristi aktivni radarski tragač Ku-pojasa koji je javnosti predstavljen tijekom Aero India 2021. 

## Razvoj i opis
Razvoj Akash-NG (Nova generacija) odobren je u rujnu 2016. s financiranjem od 72 milijuna američkih dolara. Akash-NG će imati poboljšano vrijeme reakcije i višu razinu zaštite od napada zasićenja. Drugi stupanj koristi dvopulsni čvrsti raketni motor koji je lakši u usporedbi s ramjet motorom koji koristi zrak koji je prisutan u ranijim projektilima Akash i Akash-1S. Pomaže u smanjenju težine i otiska platforme. Aktivni elektronički skenirani višenamjenski radar (MFR) poboljšava učinkovitost projektila protiv ciljeva s niskim radarskim presjekom, dok optički blizinski upaljač pruža izvrsnu sposobnost protiv elektromagnetskih smetnji.
Prema Electropneumatics and Hydraulics India, Akash NG ima domet od 70 km i može djelovati do elevacije od 20° do 70° s azimutom od 360°. Za ponovno punjenje dva spremnika projektila potrebno je 10 minuta. Od zahvata cilja od strane komandno-kontrolne jedinice, sustav može ispaliti jedan projektil unutar 10 sekundi, a u 20 sekundi može se ispaliti salvo od tri projektila. Vrijeme raspoređivanja je manje od 20 minuta između transporta i stanja spremnosti za paljbu.

## Testiranje
- 1. test: Organizacija za obrambena istraživanja i razvoj uspješno je izvela prvi test projektila 25. siječnja 2021. iz lansirnog kompleksa - III na integriranom testnom poligonu u blizini Chandipura, Odisha oko 14:30 protiv elektronske mete.[8]
- 2. test: Organizacija za obrambena istraživanja i razvoj i Indijske zračne snage uspješno su izvele 2. test projektila 21. srpnja 2021. iz lansirnog kompleksa - III na integriranom testnom poligonu u blizini Chandipura, Odisha oko 12:45 protiv elektronske mete.[9]
- 3. test: Organizacija za obrambena istraživanja i razvoj uspješno je testirala protuzračni obrambeni sustav rakete zemlja-zrak Akash-NG u blizini obale Odishe u Balasoreu u 11:45 IST 23. srpnja 2021. Test je proveden usred loših vremenskih uvjeta, čime je dokazana sposobnost oružanog sustava u svim vremenskim uvjetima. Ispitivanje leta potvrdilo je funkcioniranje kompletnog oružanog sustava koji se sastoji od projektila s domaćim razvijenim RF tragačem, lanserom, višenamjenskim radarom i sustavom upravljanja, kontrole i komunikacije.[10]
- Uspješno probno gađanje u Pokhranu 26. travnja 2022.[11]